# レレックス・グループ
レレックス・グループ（英: RELX Group plc）は、ビジネス・法律・科学・医学などの分野における情報サービス企業を傘下に持つ企業グループ。イギリス・ロンドンにグループ本部を持ち、世界200カ所以上で事業を展開する。ロンドン証券取引所、ユーロネクスト・アムステルダム、ニューヨーク証券取引所に株式を上場している（LSE: REL、Euronext: REN 、NYSE: RELX）。

## 概要
1993年にイギリスのリード・ビジネス（Reed Business）とオランダのエルゼビア（Elsevier）の経営統合により「リード・エルゼビア」の社名で設立、2015年2月に現在の社名に改称した。情報・サービス業では世界最大級の規模を持つ。
売上の過半数をアメリカ合衆国が占めており、ヨーロッパ地域の売上は約4分の1となっている。また現在は伝統的な紙媒体の売上は2割未満であり、8割以上はオンライン上の情報サービスが占めている。

## 主要部門
- 以下の主要部門のほか、多くのグループ企業を傘下に持つ。
  - リード・ビジネスは、イギリス・ロンドン都心部のストランド地区に本社を置く。
  - リード・エグジビションズは、イギリス・ロンドン西部のリッチモンド地区に本社を置く。
  - エルゼビアは、オランダ・アムステルダムに本社を置く。
  - レクシスネクシスは、アメリカ合衆国・ニューヨークに本社を置く。
  - レクシスネクシス・リスクソリューションズは、アメリカ合衆国・ジョージア州・アルファレッタに本社を置く。
  - PatentSightは、ドイツ・ボンに本社を置く（元レクシスネクシスの系列企業）。

## 日本における展開
- 日本では以下の各法人が事業を行っている。
  - リードエグジビションジャパン株式会社（Reed Exhibitions Japan Co., Ltd）- リード・エグジビションズ日本法人
  - Reed ISG Japan株式会社（Reed ISG Japan KK）- リード・エグジビションズ日本法人
  - エルゼビア・ジャパン株式会社（Elsevier Japan KK）- エルゼビア日本法人
  - レクシスネクシス・ジャパン株式会社（LexisNexis Japan Co., Ltd）- レクシスネクシス日本法人
  - 株式会社PatentSight Japan（PatentSight Japan Inc.） - PatentSight日本法人